# Biosfärum Gröna kunskapshuset

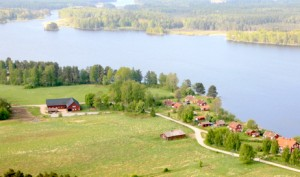
Vy över Biosfärum Gröna kunskapshuset och Dalälven.

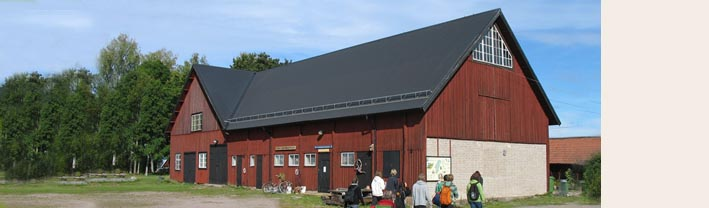
Biosfärum Gröna kunskapshuset.

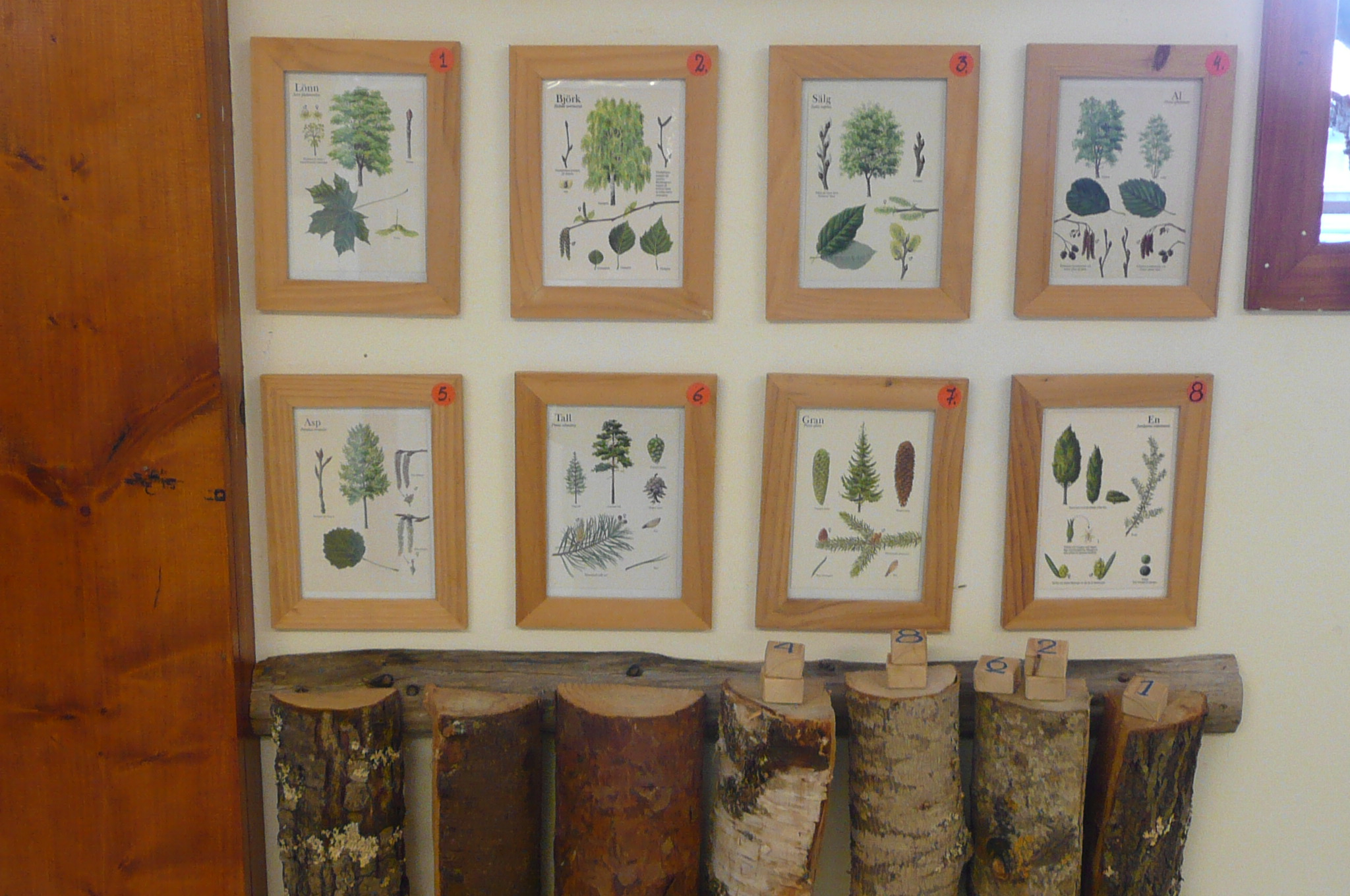
Para ihop rätt trädstam med rätt trädtavla i upptäckarrummet.

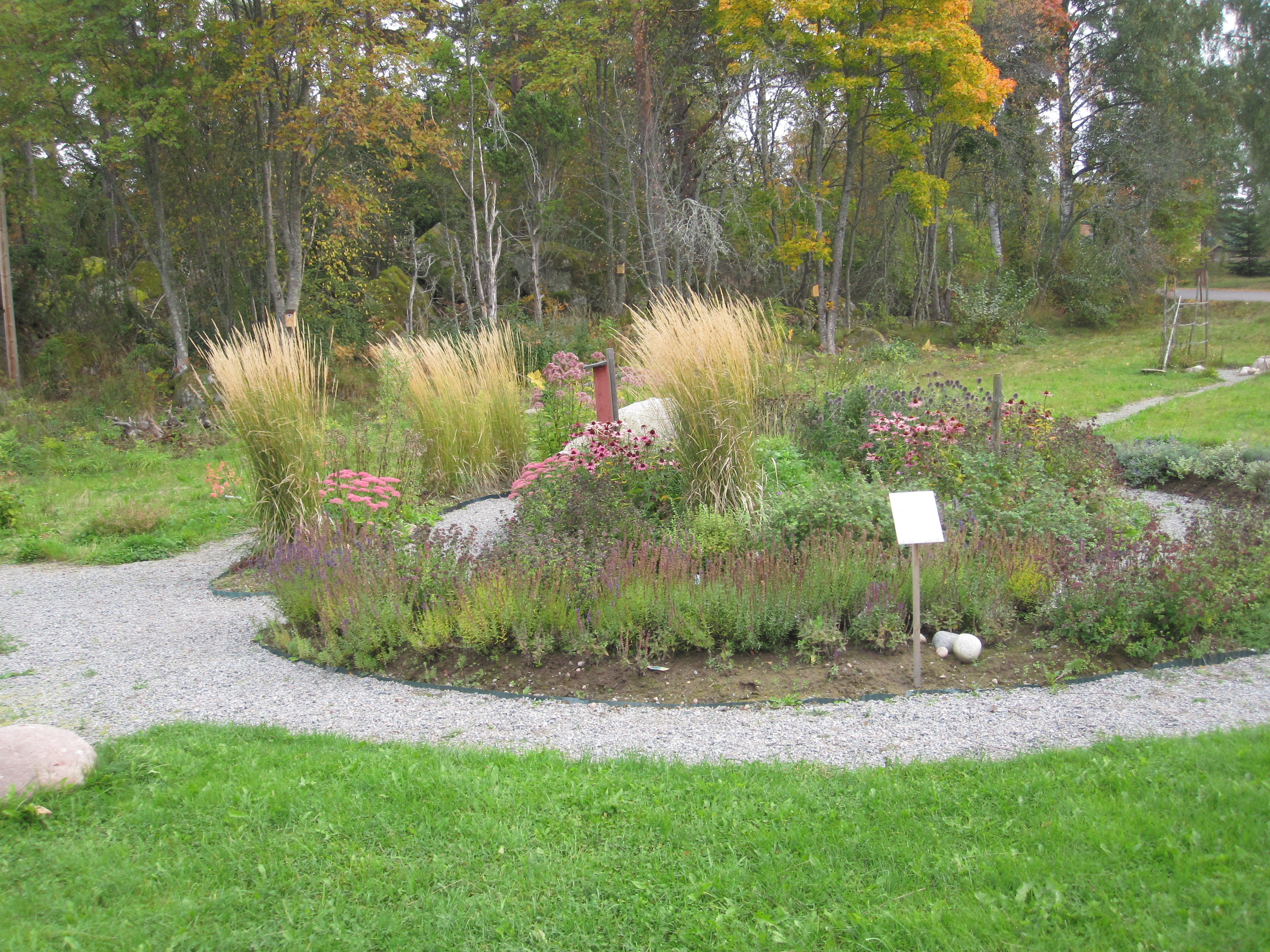
Fjärilsträdgården är anlagd av trädgårdsmästarstudenter från Wij trädgårdar.

Biosfärum Gröna kunskapshuset är ett lär- och besökscentrum på Östahalvön väster om Tärnsjö i Heby kommun. Verksamheten är bred, men utgörs till största delen av praktiska utbildningar inom området hållbar utveckling, och centrumets devis är "En mötesplats för hållbar utveckling i praktiken". Andra delar av verksamheten utgörs av guidade vandringar, fortbildningar inom naturvetenskapliga området och upplevelsebaserat lärande för allmänheten. Biosfärum Gröna kunskapshuset spelar en central roll när det gäller utbildning och forskning inom biosfärområdet Älvlandskapet Nedre Dalälven.

## Utbildnings- och forskningscenter i biosfärområdet Älvlandskapet Nedre Dalälven
Biosfärum Gröna kunskapshuset erbjuder utbildning för alla olika utbildningsnivåer från grundskolenivå och upp till högskola och universitet. Detta är möjligt med hjälp av det nätverk av organisationer och företag som är knutet till Gröna Kunskapshuset. Inom nätverket finns kompetens inom många specialområden både när det gäller ämneskunskaper och forskning. 
Följande organisationer och företag finns representerade i nätverket kring Biosfärum Gröna kunskapshuset:
- Högskolan i Gävle
- Uppsala universitet
- Sveriges Lantbruksuniversitet (SLU), Ultuna
- Naturhistoriska riksmuseet
- Upplandsstiftelsen
- Naturskyddsföreningen
- Lantbrukarnas riksförbund, Heby
- Sala-Heby energi
- Naturum Färnebofjärden
- Biosfärområdet Älvlandskapet Nedre Dalälven
- Heby kommun
- Sala kommun

## Utställningen Levande landskap
Utställningen Levande landskap invigdes 2009. Den skildrar med hjälp av bilder och stora vepor på väggarna olika natur- och kulturmiljöer inom biosfärområdet Älvlandskapet Nedre Dalälven. Utställningsföremål i form av gamla redskap, en kolarkoja, kranium från bäver och varg med mera belyser även de natur- och kulturvärden. Utställningen är framtagen tillsammans med flera olika samarbetspartners och utvecklas löpande. I anslutning till utställningshallen finns en biosalong där man kan se på film eller bildspel.  

## Verksamhet
Med start hösten 2013 inleddes ett LONA-projekt (lokala naturvårdssatsningar med stöd av Naturvårdsverket) inom vilket det kommer det att bedrivas naturskoleverksamhet vid Gröna Kunskapshuset. Projektet har sökts i samarbete med Heby kommun och Upplandsstiftelsen och riktar sig mot lärare och elever i Heby kommun.
Sommaren 2013 inleddes ett holkprojekt tillsammans med Högskolan i Gävle. Femtio fågelholkar har satts upp för att möjliggöra studier av småfåglar. Inom projektet finns ett fokus på starar. I anslutning till Gröna Kunskapshuset har det också uppförts ett åttakantigt hus med fågelholkar på de åtta olika väggarna. Inifrån huset kan man sedan studera vad som händer i holkarna genom en glasruta på holkens baksida.
Sedan 2008 finns en fjärilsträdgård som har anlagts av trädgårdsmästarstudenter från Wij trädgårdar i Ockelbo. Uppbyggnaden av fjärilsträdgården ger skyddade miljöer för många olika insekter och innehåller blommande växter under en lång period av året. Förutom blommande växter finns det också två fjärilshotell. Dessa är anpassade för att erbjuda bra möjligheter för fjärilar och andra insekter att finna lämpliga boplatser och platser för äggläggning. 

## Historik
År 2005 köpte den ideella föreningen Gröna kunskapshuset in den stora ladan som tidigare tillhört Länsmansgården i Östa. Under fyra år byggdes ladan om för att bli till ett ”Centrum för hållbar utveckling med en praktisk inriktning”. Vid invigningen sommaren 2009 var ladan utrustad med en stor utställningshall, konferensrum, utställningsrum och en mindre biosalong. Ombyggnationen av ladan har skett på ett genomtänkt sätt för att spara och lyfta fram detaljer från den tid ladan var i drift i lantbruket under Länsmansgården i Östa, till exempel har den ursprungliga trappen till ladans loft bevarats.
Arbetet med att skapa Biosfärum Gröna kunskapshuset har möjliggjorts via olika projekt som sökts via den ekonomiska föreningen Gröna Kunskapshuset. Grunden skapades via två LONA-projekt, lokala naturvårdsprojekt. Det första omfattade iordningställande av utställningshall, projekttid: 2005-06, och det andra iordningställande av utställning, projekttid: 2006-09. Under perioden 2010-2013 drevs ett LEADER-projekt, Samverkan för att öka försörjningsmöjligheterna i ett biosfärområde, Jordbruksverkets journalnummer 2011-3522.